# Constantia rupestris
Constantia rupestris är en orkidéart som beskrevs av João Barbosa Rodrigues. Constantia rupestris ingår i släktet Constantia, och familjen orkidéer. Inga underarter finns listade i Catalogue of Life.

## Bildgalleri

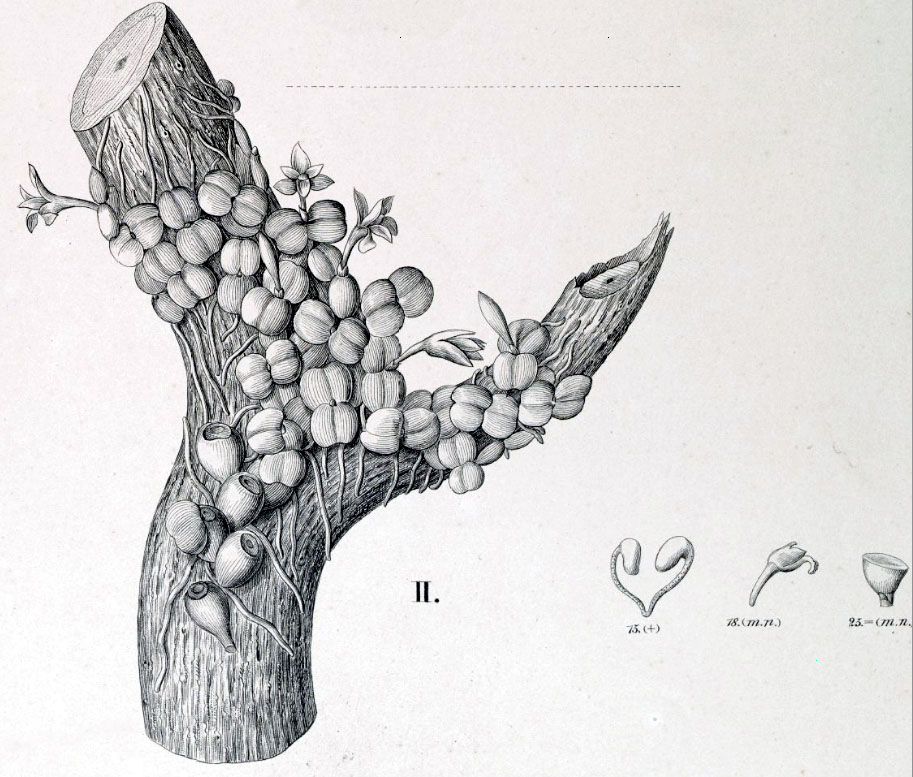